# Pamětní kámen v Sivicích
Pamětní kámen stojí na jižním okraji obce Sivice v okrese Brno-venkov. Je chráněn jako kulturní památka České republiky.

## Historie
Pamětní kámen stojí u silnice III/3839 u výjezdu z obce do Tvarožné vedle kamenného barokního kříže. Podle pověstí se jedná o kámen Cyrila a Metoděje z 9. století, nebo označuje zastavení svatého Vojtěcha při cestě do Pruska na konci 10. století.
Kamenná stéla, zřejmě původně smírčí kámen, je středověkého nebo raně novověkého původu. Později byl sekundárně využit k označení hromadného hrobu francouzských vojáků, kteří padli v bitvě u Slavkova.

## Popis
Kamenná stéla o rozměru 70 × 60 × 20 cm má zkosené horní rohy, hrany jsou mírně zaoblené. Na čelní straně je vytesán rovnoramenný kříž.